# The 45 Rules of Divorce
The 45 Rules of Divorce, ou Les 45 règles du divorce au Québec (قواعد الطلاق ال45, Qawa'ed Al Talaq Al 45), est une série télévisée américaine-émirati en 45 épisodes de 45 minutes créée par Marti Noxon, diffusée entre le 21 novembre 2021 et le 20 janvier 2022 sur MBC 4 et sur Shahid VIP,. au Canada.
Il s'agit d'un remake de la série télévisée Girlfriends' Guide to Divorce.

## Synopsis
Farida est une quadragénaire qui écrit des livres sur le développement personnel. En instance de divorce, elle cache sa situation et essaie de démarrer une nouvelle vie à Le Caire et Los Angeles en prenant conseil auprès de ses autres amies divorcées.

## Production
Le 19 août 2021, MBC4 et Shahid VIP annonce la commande d'une première saison de treize épisodes.
Le 4 juillet 2021, la série a été renouvelée pour une deuxième saison.
Le 13 décembre 2021, la série a été renouvelée pour trois saisons supplémentaires et devrait comporter au moins 65 épisodes.

## Épisodes

### Première saison (2021)
Elle a été diffusée du 2 décembre 2014 au 24 février 2015.
1. Règle 23 : Il ne faut pas mentir aux enfants (Rule #23: Never Lie to the Kids)
2. Règle 174 : Ne jamais faire confiance à quelqu'un qui vous facture l'heure (Rule #174: Never Trust Anyone Who Charges By the Hour)
3. Règle 47 : Prenez du temps pour vous (Rule #47: Always Take Advantage of "Me" Time)
4. Règle 426 : Le pays du fantasme, un super endroit à visiter (Rule #426: Fantasyland: A Great Place to Visit)
5. Règle 21 : Laissons les enfantillages aux enfants (Rule #21: Leave Childishness to Children)
6. Règle 33 : Dans le doute, fuyez (Rule #33: When in Doubt, Run Away)
7. Règle 67 : Ne surtout pas tuer la Princesse (Rule #67: Don't Kill the Princess)
8. Règle 17 : Vous n'avez pas toutes les réponses (Rule #17: Ask the Answer Lady)
9. Règle 32 : Va te faire f***, Rob Frumpkis ! (Rule #32: F-You, Rob Frumpkis)
10. Règle 3 : Ne jamais rester sur la touche (Rule #3: Don't Stand in the Doorway)
11. Règle 46 : Passez des vacances tranquilles (Rule #46: Keep the Holidays Low Key)
12. Règle 92 : On récolte ce que l'on sème (Rule #92: Don't Do the Crime If You Can't Do the Time)
13. Règle 101 : Savoir laisser le passé derrière soi (Rule #101: Know When It's Time to Move On)

### Deuxième saison (2021)
Elle a été diffusée du 1er décembre 2015 au 23 février 2016.
1. Règle 58 : Éviter sa voiture (Rule #58: Avoid the Douchemobile)
2. Régle 77 : N'envenimez pas les choses (Rule #77: Don't Blow The Bubble)
3. Règle 8 : Tout est dans le timing (Rule #8: Timing Is Everything)
4. Règle 605 : Vous pouvez toujours rentrer chez vous (Rule #605: You Can Go Home Again)
5. Règle 72 : Il n'est jamais trop tard pour être une pimbêche (Rule #72: It's Never Too Late to Be a Mean Girl)
6. Règle 25 : Méfiez-vous des deuxièmes chances (Rule #25: Beware the Second Chance)
7. Règle 14 : Non, c'est... non (Rule #14: No...Means No)
8. Règle 79 : Les étiquettes, c'est pour les boîtes de conserve (Rule #79: Labels Are For Canned Goods)
9. Règle 81 : On ne pleure pas dans un porno (Rule #81: There's No Crying in Porn)
10. Règle 36 : Si tu ne supportes pas la chaleur, t'es cuit (Rule #36: If You Can't Stand the Heat, You're Cooked)
11. Règle 118 : Laissez-la grignoter en paix (Rule #118: Let Her Eat Cake)
12. Règle 876 : Il faut savoir laisser certaines choses au hasard (Rule #876: Everything Does Not Happen For a Reason)
13. Règle 59 : « Ils se marièrent et vécurent heureux » est un oxymore (Rule #59: Happily Ever After Is An Oxymoron)

### Troisième saison (2021-2022)
Cette saison de sept épisodes a été diffusée du 27 décembre au 4 janvier 2022.
1. Règle 43 : Derrière chaque porte peut se cacher un monstre (قاعدة #43 لما باب يقفل.. مش شرط باب تاني يفتح)
2. Règle 137 : Bougez votre caisse (قاعدة #137 انتي مش شجرة.. اتحركي)
3. Règle 188 : S'occuper de ses oignons (قاعدة #188 كل واحد يبص في طبقة)
4. Règle 225 : Ce qui se passe à Bakersfield… reste à Bakersfield (قاعدة #225 شجعي من قلبك)
5. Règle 99 : Cuisiner comme il faut (قاعدة #99 سيبي نفسك)
6. Règle 218 : On ne pleure pas au baseball (قاعدة #218 متعيطيش)
7. Règle 91 : Affrontez vos peurs (قاعدة #91 واجهي مخاوفك)

### Quatrième saison (2022)
Cette saison de six épisodes a été diffusée du 4 janvier au 11 janvier 2022.
1. Titre français inconnu (قاعدة #776 ماتبصيش تحت رجليكي)
2. Titre français inconnu (قاعدة #10 عيشي حياتك)
3. Titre français inconnu (قاعدة #706 متتنازليش أو ع الأقل متتنازليش كتير)
4. Titre français inconnu (قاعدة #49 الدنيا ريشة في هوا)
5. Titre français inconnu (قاعدة #930 المرحلة الجديدة مينفعلهاش خططك القديمة)
6. Titre français inconnu (قاعدة #155 متخافيش أوي م المجهول)

### Cinquième saison (2022)
Cette dernière saison de six épisodes est diffusée à partir du 12 janvier 2022.
1. Titre français inconnu (قاعدة #73 وقفي و عيدي م الأول	)
2. Titre français inconnu (قاعدة #194 ما تتخدعيش بالمظاهر)
3. Titre français inconnu (قاعدة #97 مفيش أحسن م الصراحة)
4. Titre français inconnu (قاعدة #63 خلي نفسك طويل)
5. Titre français inconnu (قاعدة #303 متخافيش تهدي المعبد)
6. Titre français inconnu (قاعدة #1 خير الكلام ما قل ودل)

## Accueil critique
La première saison a été globalement bien accueillie par la critique. L'agrégateur de critiques Metacritic lui accorde une note de 69 sur 100, basée sur la moyenne de 21 critiques.
Sur le site Rotten Tomatoes, elle obtient une note moyenne de 81 %, sur la base de 21 critiques.

## Musique
Chaque épisode de la série comporte un certain nombre de chansons de divers artistes. La musique est généralement utilisée dans la série comme un élément d'arrière-plan et est non diégétique. 
- "Ya Lil (Al Anisa Farah)" - Ramage

## Liste des pistes
| #  | Titre                     | Artiste | Saison | Épisode |
| -- | ------------------------- | ------- | ------ | ------- |
| 1. | "Ya Lil (Al Anisa Farah)" | Ramage  | 1      | 1       |

### Singles
| Année | Artiste | Single                  |
| ----- | ------- | ----------------------- |
| 2019  | Ramage  | Ya Lil (Al Anisa Farah) |